# Distelbremraap
Distelbremraap (Orobanche reticulata) is een overblijvende plant, die tot de bremraapfamilie (Orobanchaceae) behoort. De soort staat op de  Nederlandse Rode lijst van planten als zeer zeldzaam, maar stabiel of in aantal toegenomen. De distelbremraap komt voor in Noordwest-Afrika, de Kaukasus, West-Siberië en Europa.
De distelbremraap parasiteert op vederdistel (Cirsium), distels (Carduus), Carlina, Knautia en Scabiosa
De plant wordt 15-90 cm hoog en heeft bleekgele tot iets paarsachtige stengels. De bladeren zijn 2-3 mm breed.
Distelbremraap bloeit in juni en juli. De witte of geelachtige bloemkroon is 1,5-2,5 cm lang en heeft een rood of bleekpaars aangelopen zoom De ruglijn van de kroon is op twee plaatsen gebogen. De onderlip heeft drie gelijke slippen zonder een grotere middenslip. De stippeling van de kroon is te zien bij doorvallend licht. De meeldraden staan 2-4 mm boven de voet op de kroon. Onderaan zijn de helmdraden behaard, bovenaan kaal of zwak klierachtig behaard. De stempel is roodachtig paars, maar soms kan deze ook geel zijn. De bloem heeft wel een schutblad maar geen steelblaadjes.
De vrucht is een doosvrucht met veel fijne zaden.
Distelbremraap komt voor op dijken, in bermen en tussen struikgewas.

## Namen andere talen
- Duits: Distel-Sommerwurz, Eigentliche Distel-Sommerwurz
- Engels: Thistle broomrape
- Frans: Orobanche réticulée